# 那覇市歴史博物館
那覇市歴史博物館（なはしれきしはくぶつかん、英語: Naha City Museum of History）は、沖縄県那覇市久茂地1丁目のパレットくもじ内にある博物館。2006年（平成18年）に開館した。琉球国王尚家に関する国宝資料を所蔵する。
2014年（平成26年）には、公式ウェブサイト上に「デジタルミュージアム」を開設した。

## 展示内容
展示室には大きく「特別展示室」、「常設展示室」、「企画展示室」の3つがあり、琉球王国時代から、沖縄県設置後、那覇市市制施行、太平洋戦争での沖縄戦、戦後のアメリカ合衆国による統治時代（いわゆる「アメリカ世」）から本土復帰（沖縄返還）、現代に至る沖縄県、那覇市の歴史を扱う。
目玉である国宝「玉冠」をはじめとする琉球国王尚家の関連収蔵品以外にも、紅型や沖縄の伝統的な箸であるウメーシ、沖縄戦関連の資料、また琉球王国時代の貿易などで接点があり、古くから地理的、文化的に近い沖縄と台湾の歴史的な繋がりに関する資料なども収蔵、展示している。日本語だけでなく、英語による展示も含まれる。

## 交通

### モノレール
沖縄都市モノレール（ゆいレール）
沖縄都市モノレール線 県庁前駅

### 路線バス
- 琉球バス交通・那覇バス・沖縄バス・東陽バス
  - 県庁前・パレットくもじ前 バス停[23]
  - 沖銀本店前・琉銀本店前 バス停[23]
  - 県庁北口 バス停[23]